# Z61/62次列車
Z61/62次列車（中国語: Z61/62次列车）とは、中華人民共和国の首都北京と吉林省省都長春市との間で運行されている。中国鉄路総公司瀋陽鉄路局が運行する優等列車である。

## 概要
Z61/62次列車では、唐山製の中国国鉄25T型客車が使用されている。その走行距離は1,003kmに及び、経路はほぼ京哈線。

## 歴史
2004年4月18日、中国国鉄は第五次大提速（ダイヤ改正）を行い、北京～長春間の旅客列車が正式に運行を開始した。列車番号はZ61/62次で。

## 列車編成
Z61/62次列車の編成は18輛編成で、高級軟臥車（特等寝台車）1輛、軟臥車（1等寝台車）8輛、硬臥車（2等寝台車）9輛である。

### 現有編成（2013年12月28日以降）

#### 牽引機
| 区間                   | 北京↔長春                          |
| 機関車 所属 機関士所属 | 韶山9G型 瀋陽鉄路局瀋陽機務段 長春 |

#### 客車
| 運行区間   | 北京↔長春                  | 北京↔長春                       | 北京↔長春                  |
| 号車番号   | 1-8                        | 9                               | 10-18                      |
| 車輛の種類 | RW25T 軟臥車 （1等寝台車） | RW19T 高級軟臥車 （特等寝台車） | YW25T 硬臥車 （2等寝台車） |

### 過去の編成

#### 2004年4月18日-2013年1月4日

##### 牽引機
| 区間                   | 北京↔長春                          |
| 機関車 所属 機関士所属 | 韶山9G型 瀋陽鉄路局瀋陽機務段 長春 |

##### 客車
| 運行区間   | 北京↔長春                  | 北京↔長春                       | 北京↔長春    | 北京↔長春                  |
| 号車番号   | 1-6                        | 7                               | 8            | 9-17                       |
| 車輛の種類 | RW25T 軟臥車 （1等寝台車） | RW19T 高級軟臥車 （特等寝台車） | CA25T 食堂車 | YW25T 硬臥車 （2等寝台車） |

#### 2013年1月5日-2013年12月27日

##### 牽引機
| 区間                   | 北京↔長春                           |
| 機関車 所属 機関士所属 | 東風11G型 北京鉄路局北京機務段 北京 |

##### 客車
| 運行区間   | 北京↔長春                  | 北京↔長春                       | 北京↔長春                  | 北京↔長春               |
| 号車番号   | 1-7                        | 8                               | 9-18                       | 19                      |
| 車輛の種類 | RW25T 軟臥車 （1等寝台車） | RW19T 高級軟臥車 （特等寝台車） | YW25T 硬臥車 （2等寝台車） | RW25T 行李車 （荷物車） |

## 時刻表
| Z61次 （長春行き） | Z61次 （長春行き） | Z61次 （長春行き） | 停車駅 | Z62次 （北京行き） | Z62次 （北京行き） | Z62次 （北京行き） |
| 走行距離           | 到着時間           | 出発時間           |        | 到着時間           | 出発時間           | 走行距離           |
| ------------------ | ------------------ | ------------------ | ------ | ------------------ | ------------------ | ------------------ |
| 0                  | —                  | 22:10              | 北京   | 06:08              | —                  | 1003               |
| 1003               | 06:33              | —                  | 長春   | —                  | 22:00              | 0                  |

## 脚註
1. ↑  铁路第五次大提速 本网独家推出最新时刻表